# Afrotyphlops punctatus
Espèce
Synonymes
- Acontias punctatus Leach, 1819
- Typhlops punctatus (Leach, 1819)
- Typhlops eschrichtii Schlegel, 1839
- Onychocephalus nigrolineatus Hallowell, 1848
- Typhlops hallowelli Jan in Jan & Sordelli, 1864
- Typhlops kraussi Jan in Jan & Sordelli, 1864
- Typhlops liberiensis var. intermedia Jan in Jan & Sordelli, 1864
- Typhlops milleti Chabanaud, 1920
- Typhlops leprosus Taylor & Weyer, 1958

Afrotyphlops punctatus est une espèce de serpents de la famille des Typhlopidae. 

## Répartition
Cette espèce se rencontre au Sénégal, en Gambie, en Guinée-Bissau, au Sierra Leone, en Guinée, dans le Sud du Mali, en Côte d'Ivoire, au Burkina Faso, au Ghana, au Togo, au Bénin, au Nigeria, au Cameroun, sur l'île de Bioko en Guinée équatoriale, dans le Sud-Ouest du Tchad, en République centrafricaine, au Soudan, en Ouganda, dans le sud-ouest de l'Éthiopie et dans le nord de la République démocratique du Congo].
Sa présence en Mauritanie est incertaine.

## Taxinomie
La sous-espèce Afrotyphlops punctatus liberiensis a été élevée au rang d'espèce par Broadley et Wallach en 2009

## Publication originale
- Leach, 1819 : Reptilia. Mission from Cape Coast Castle to Ashantee, p. 493-494 (texte intégral).